# Kate Lockley
Pour les articles homonymes, voir Lockley.
Kate Lockley est un personnage fictif créé par Joss Whedon pour la série télévisée Angel. Il est joué par l'actrice Elisabeth Röhm et doublé en version française par Christiane Jean.

## Biographie fictive
Kate Lockley est une jeune inspectrice de police qui travaille pour la police criminelle de Los Angeles. Elle a été élevée par son père veuf, Trevor, qui est lui aussi dans la police. Il lui a appris à mettre ses émotions de côté et à veiller à sa propre sécurité.

### Dans la série télévisée
Angel et Kate se rencontrent pour la première fois dans l'épisode 2 de la première saison (Angel fait équipe), alors qu'elle enquête sous couverture sur des meurtres qui se produisent dans un bar de célibataires. Au début, elle pense que c'est Angel l'auteur de ces meurtres, mais elle change rapidement d'avis quand il la sauve. Dans les épisodes suivants, elle devient son informatrice. Bien qu'elle ne le reconnaisse pas, elle a une attirance pour Angel mais elle ignore qu'il est un vampire. Elle l'apprend dans l'épisode 11 (Rêves prémonitoires) quand elle enquête sur des meurtres qui portent la marque d'Angel, une croix sur la joue gauche de ses victimes. Quand Wesley le découvre, il pense que c'est lui l'auteur de ces meurtres mais c'est un autre vampire, Penn, qu'Angel a engendré à la fin du XIXe siècle. Ils se rencontrent dans un immeuble alors qu'il avait pris en otage Kate et c'est là qu'elle apprend qu'il est un vampire. Elle tue Penn et sauve la vie d'Angel.
À partir de là, elle fait une fixation sur tout ce qui ressemble à des meurtres démoniaques. Au cours de ses affaires, elle retrouve le corps sans vie de son père dans l'épisode 15 de la première saison (1753), tué par un vampire. Elle en veut à Angel pour n'avoir pas pu protéger son père de ses semblables. Obsédée par l'idée de débarrasser Los Angeles des créatures de la nuit, Kate s'intéresse à n'importe quelle enquête présentant des éléments paranormaux, même en dehors de sa juridiction. Elle montre une grande aversion pour les clients de Wolfram & Hart, et un grand ressentiment à l'égard d'Angel pour lui avoir fait découvrir ce monde. Elle finit par être renvoyée de la police, dans l'épisode 15 de la saison 2 (Le grand bilan), accusée par le commissaire du secteur 23 Akinson d'avoir permis à Angel d'entrer dans son bureau et de le tabasser brutalement, alors que celui-ci dirigeait une armée de policiers zombies qui semait la terreur dans les rues (L'ordre des morts-vivants). Elle appelle Angel, lui reproche d'avoir ruiné sa vie et elle tente même de se suicider. Mais il la sauve dans l'épisode 16 de la même saison (Retour à l'ordre), réussissant à entrer chez elle alors qu'elle ne l'a pas invité. Elle pardonne à Angel et se rend compte qu'il n'est pas responsable de la mort de son père. Le personnage de Kate ne réapparait plus dans la série. De plus, dans l'épisode Impasse, Angel mentionne à ses amis qu'ils n'ont plus d'amis dans la police.

### Dans les comics
Dans les comics Angel: After the Fall, elle a ouvert un magasin d’antiquités, et sauve Connor d’un groupe de démons tout en ignorant qu’il est le fils d’Angel. Quand Los Angeles est ramenée de la dimension infernale dans laquelle elle se trouvait, Kate intègre l’équipe d’Angel Investigations. 

### Apparitions

#### Saison 1
- Angel fait équipe
- L'Étrange Docteur Meltzer
- L'Appartement de Cordelia
- Raisons et Sentiments
- Rêves prémonitoires
- Exorcisme
- 1753
- Sanctuaire
- Le Manuscrit

#### Saison 2
- Cher amour
- Le Linceul qui rend fou
- Retrouvailles
- L'Ordre des morts-vivants
- Le Grand Bilan
- Retour à l'ordre